# Nkuya Sonia
Nkuya Sonia (Budapest, 1990. március 30. –) magyar énekesnő, fotómodell, a Megasztár című műsor döntőse, a PartYssimo együttes énekese. 2014–2017 között a Sugarloaf együttes énekese volt, 2017. májustól a Sheyla Bonnick Feat. The Sounds Of Boney M. énekese.

## Zenei pályafutása

### Kezdeti évek: gyerekszínész, R-GO
Apja kongói, anyja magyar. Hétéves korától kezdett színházakban játszani (Thália, Erkel, Bábszínház), és 12 éves korától kezdett az énekléssel komolyabban foglalkozni. Tizenöt éves korában ismerkedett meg az R-GO zenekarral, és nem sokkal később felajánlották neki, hogy legyen az együttes vokálosa. A 2005-ös botrányos Magyar Sziget fesztiválon nem léphetett fel, mert a szervezők nem tudták garantálni az apai ágon kongói származású lány biztonságát. Az eset miatt néhány héttel később kilépett az együttesből, és a néhány nappal később megrendezésre kerülő 6. ARC kiállítás "Haza. Szereted?" című koncertjének fellépői és szervezői emiatt már nem tudták személyesen kifejezni szolidaritásukat. Az erről szóló nyilatkozatot több neves művész írta alá, köztük a Back II Black, a Balkan Fanatik, a Beatrice, Bëlga, Oláh Ibolya menedzsmentje, az R-GO és a Volt Produkció. Ezután saját zenekar szervezésébe kezdett, amelyben az Irie Maffia három tagja (Szekér Ádám, Dési Tamás, Havas Miklós) is részt vett.

### A Megasztár döntője
2008-ban elindult a Megasztár televíziós tehetségkutató műsor negyedik szériájában, ahol bejutott a döntőbe, és ott a negyedik élő adásban esett ki, ezzel a 8. helyet szerezte meg.
Ezt követően vált szélesebb körben ismertté. 2009-ben ő énekelte Horváth Zsolt (Hozso) Táncolj még! című videóklipjének magyar verziójú dalát. Ugyanebben az évben vokálozott Hevesi Tamás Egy új világ című CD-jén.
2009-ben saját lemezének elkészítésébe kezdett, amelyhez Király Viktor is írt számokat. A lemez kiadásáról végül nem sikerült a kiadóval megegyeznie.

### A PartYssimo és a Sugarloaf énekese
Magyarországra hazaköltözését követően 2013 őszétől a PartYssimo együttes énekese lett. 2014. májusban jelentették be hivatalosan, hogy a Sugarloaf együttesben ő váltja a Dér Heni kiválása után rövid ideig ott éneklő Gubik Petrát. Az együttessel előzőleg már lépett fel, de családi problémái miatt korábban nem tudta vállalni a teljes rendelkezésre állást. Első közös fellépésük 2014. májusban az Ezer Lámpás Éjszakája koncertjén volt. Rögtön a mélyvízbe került, több koncertre, videóklip-készítésre és CD-felvételre kellett felkészülnie az új felállásban.
A PartYssimo együttessel az év esküvői zenekara kategóriában 2015. októberben Hungarian Wedding Award 2015 díjban részesült, és megkapták a verseny abszolút győztesének járó különdíjat is. 2016-ban ismét az év esküvői zenekara lettek.
2015. évi munkái alapján a legstílusosabb énekesnők között tartották számon.
A Sugarloaf együttes megalakulásának 20. évfordulója alkalmából 2016. második felében album kiadását tervezték XX címmel. Az együttessel a Múlató című új dalukról videóklip is készült. Utolsó közös daluk a Depiend volt, majd 2017-ben kivált az együttesből.

### Sheyla Bonnick mellett
2017 májusától a Boney M. zenekar egyik alapító vokalistájának, Sheyla Bonnicknak a Sheyla Bonnick Feat. The Sounds Of Boney M. formációjának énekeseként lép fel.

## A Playboy magazinban
Szereti a polgárpukkasztó dolgokat, és ezt több alkalommal is bizonyította. 2009-ben ő volt az első színes bőrű címlaplány a magyar Playboy magazinban.
Extravagáns megnyilvánulásaival később is többször magára hívta a figyelmet. 2009-ben az ugyancsak Megasztáros Szecsődi Karival készített egy polgárpukkasztó videóklipet, amelyet a YouTube-on több mint 750 ezren tekintettek meg.
2011-ben is különleges képsorozatot vállalt be, amikor egy templomban készítettek róla a korábban tőle megszokottól teljesen eltérő fotósorozatot.

## Egyéb televíziós szereplései
2010-ben szerepelt az Ezek megőrültek! című televíziós show-műsor első évadában. Ugyanebben az évben személyesen találkozott Haddawayjel, aki Lady Gagához hasonlította.
2011-ben Tolvai Renivel és Hiennel a TV2 A nagy duett című műsorának első évadában meghívott vendégként az egyik extra produkciót adták elő.
2017-ben a szerepelt a Viasat 3 csatorna Sikítófrász című műsorában.

## Magánélete, harc a kislányáért
Élettársi kapcsolatban él, előző és jelenlegi kapcsolatából is egy-egy kislánya született: Annabella Aphrodité és Norina Niké.
Precedensértékű gyermekelhelyezési ügye nagy nyilvánosságot kapott, és az országos média is többször, részletesen foglalkozott vele. 2011-ben szintén magyar állampolgárságú élettársával Londonba költözött, ott született közös gyerekük Annabella Aphrodité. Kapcsolatuk két év múlva megromlott, ezért társának bejelentette, hogy kislányával hazaköltözik, aki, hogy ezt meghiúsítsa, elvette a kislány útlevelét és iratait. Ennek ellenére Sonia egyszeri konzuli engedéllyel magyar állampolgárságú gyerekével együtt visszatért Magyarországra. Gyermeke apja ezt követően feljelentette, melynek következtében a bíróság határozatot hozott, hogy a gyereket vissza kell vinnie korábbi állandó tartózkodási helyére Londonba, és Annabellának addig ott kell maradnia, amíg a szülők közösen másként nem döntenek, vagy egy későbbi gyermekelhelyezési perben ítélet nem születik. Mivel azonban a gyereket nem vitte vissza Londonba, az apa végrehajtást kért, melynek alapján 2014. májusban nemzetközi körözést adtak ki Sonia ellen.
A körözés miatt jelentkezett a hatóságoknál, ezért megszüntették a keresését. Az esetről a TV2-ben, Hajdú Péter Frizbi című műsorában is nyilatkozott. A gyerekkel továbbra sem tért vissza Londonba, a bírósági végrehajtók elől pedig ismeretlen helyre távozott. Emiatt 2014. decemberben ismét nemzetközi körözést adtak ki ellene. A körözés alapján Nkuya Soniát a kislányával együtt 2015. februárban a francia hatóságok Franciaországban állították elő, amikor éppen Londonba igyekezett, hogy eleget tegyen a bírósági végzésnek. Tanúként hallgatták ki, majd továbbengedték. Ezt követően Angliában tartózkodott a bíróság döntéséig. 2015. április végén rendeződött az ügy, amikor sikerült megegyeznie a gyerek apjával.
2015. augusztusig még Angliában élt, pincérnőként dolgozott, amíg véglegesen sikerült rendezni az ügyet. Ebben a hónapban jelentették be második terhességét. majd 2015. október végén Budapesten megszületett második kislánya, Norina Niké. 2015. szeptember 20-án a Petőfi TV Filmklub című műsorában Tatár Csilla vendégeként beszélt az előző időszak megpróbáltatásairól.

## Megjelent CD lemezei
- Ki követ (single) (Sugarloaf) (2014)[50]
- XX (album) (Sugarloaf) (Előkészületben)[51][52]

## Dalai
- Megasztár (2008)
- Különös szilveszter (Megasztár karácsony CD) (2008)[53]
- Ha legközelebb látlak (Megasztár − A legenda folytatódik CD) (2008)[54]
- Táncolj még! (videóklip) (2009)[6]
- Hányszor mondjam? (videóklip) (2009) Szecsődi Karival[27]
- Dolce Vita (videó a Balatoni nyár című TV-műsorban) (2014)[55]
- Hajnalig még van idő (videó a Balatoni nyár című TV-műsorban) (2014)[56]
- Múlató (2016) (Sugarloaf)[52]
- Depiend (2016) (Sugarloaf)[57]
- A Sugarloaf együttes repertoárja